# SK Ameri Tbilisi
El SK Ameri Tbilisi fou un club de futbol de Geòrgia, de la ciutat de Tbilisi.
Va ser fundat el 2002 i dissolt el 2009.

## Palmarès
- Copa georgiana de futbol (2):
  - 2006, 2007
- Supercopa georgiana de futbol (2):
  - 2006, 2007
- Segona Divisió (2):
  - 2005, 2009